# Dicycla juncta
Dicycla juncta är en fjärilsart som beskrevs av Barend J. Lempke 1942. Dicycla juncta ingår i släktet Dicycla och familjen nattflyn. Inga underarter finns listade i Catalogue of Life.